# Hoorn (Gueldre)
Pour les articles homonymes, voir Hoorn (homonymie).
Hoorn est un village situé dans la commune néerlandaise de Heerde, dans la province de Gueldre. Le 1er janvier 2005, le village comptait 220 habitants.